# Máltai Tanulmányok

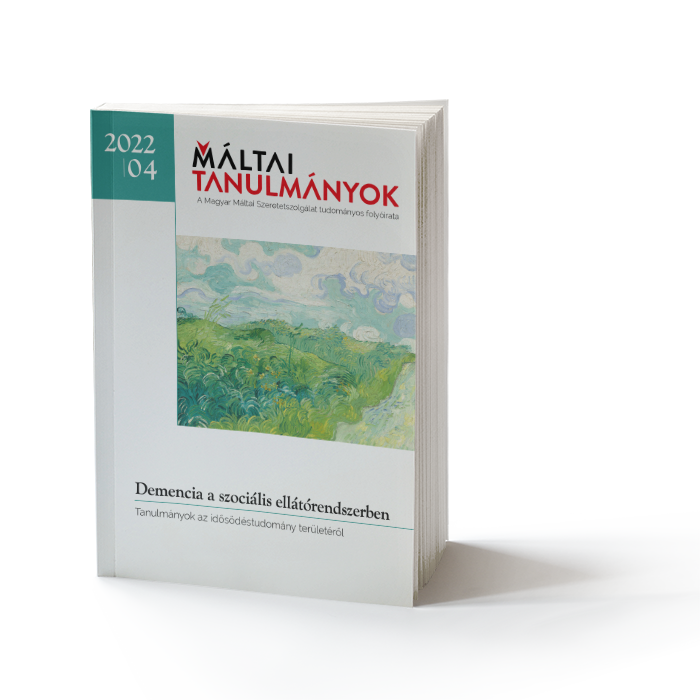
A Máltai Tanulmányok 2022. évi 4. számának borítóképe

A Máltai Tanulmányok a Magyar Máltai Szeretetszolgálat megalapításának harmincadik évfordulójához kapcsolódóan létrehozott, társadalomtudományokkal foglalkozó, szaklektorált magyar nyelvű folyóirat. Interdiszciplináris megközelítésben a mentálhigiéné, a pszichológia, a szociológia, a szociális munka, a szociálpolitika, a geopolitika, a pedagógia, a történettudomány, a nevelés, valamint a nemzetközi kapcsolatok és a nemzetközi segélyezés területéről közöl tanulmányokat, egyes témákat kiemelten kezelve.
Célja, hogy tudományos igényességgel, elméleti szinten is reflektáljon a karitatív gyakorlat megvalósítására, a minket körülvevő világ fontos kihívásaira, a segítőszakma meghatározó eredményeire, eseményeire, az egyes kutatások főbb irányaira és más közérdeklődésre számot tartó szociális témákra. A lap elektronikus és nyomtatott Archiválva 2024. január 23-i dátummal a Wayback Machine-ben változatban évente négyszer jelenik meg.

## Története
A Magyar Máltai Szeretetszolgálat fennállásának 30. évfordulóján 2019-ben, Solymári Dániel alapító-főszerkesztő kezdeményezésére határozta el, hogy a három évtizedes karitatív tevékenysége során összegyűlt tapasztalataira építve, azokat hasznosítva, egy társadalomtudományokkal foglalkozó, szaklektorált multidiszciplináris folyóiratot indít. A kezdeményezés célja, hogy új, dinamikusan fejlődő felület jöjjön létre a segítő szakmákat gyakorló szakemberek számára. Az új folyóirat vállalt küldetése, hogy kritikus de építő módon segítse a gondoskodáspolitikai párbeszédet. A Máltai Tanulmányok szerkesztésében követi a rigorózus tudományos formát, külalakban és online felületen azonban olvasóbarát használhatóságra törekszik. Miként Prof. dr. Pálné Kovács Ilona, az MTA rendes tagja, egyetemi tanár fogalmazott „szükség van az interdiszciplináris, társadalmi érzékenységet mutató Máltai Tanulmányokra a magyar akadémiai életben”. 
A folyóirat 2022-ben teljes külső átalakuláson ment keresztül. Az első évek útkeresését követően a lap nyomtatott formája megújult, rovatai és szerkezete is átalakult. A lap továbbra is teret ad a terepi munkát végző szociális és fejlesztés munkát végző szakembereknek, azonban is elkötelezett a tudományos eredmények és szaktanulmányok, miként Freund Tamás, a Magyar Tudományos Akadémia elnöke fogalmazott, „alapos és tudományos igényességű” közlése mellett.
A Máltai Tanulmányok 2024-től a Gondolat Kiadóval együttműködésben, annak terjesztésében jelenik meg. Ezzel a folyóirat nyomtatott változata országosan elérhetővé vált. A folyóirat nagyon jelentős online jelenlétre is törekszik. Honlapja 2022-ben teljesen átalakult, és 100%-ban akadálymentesített funkciókkal ellátva, más olvasást könnyítő elemekkel gazdagítva, magazinos formában jelenik meg. A weboldal 2022-ben megnyerte az Év Honlapja Díjat. A Máltai Tanulmányok jelentős erőfeszítéseket tesz a disszeminációra, a megjelent cikkek széleskörű terjesztésére a láthatóság növelésére. Ezt kerekasztalbeszélgetésekkel, szerzői interjúkkal és podcast csatornával teszi, amely egyedülálló kezdeményezés a magyar segítő szakmákat támogató folyóiratok körében.
Mindennek eredményeképpen a Máltai Tanulmányok mára a magyarországi interdiszciplináris társadalomtudományi folyóiratok között meghatározó helyet foglal el.
Szerkesztőség
Felelős Kiadó: Kozma Imre †
Főszerkesztő: Solymári Dániel

### Szerkesztőbizottság
- Dr. habil. Marsai Viktor
- Prof. dr. Tarrósy István
- Dr. habil. Görföl Tibor
- Pallós Tamás
- Prof. dr. Vasa László

### Tudományos tanácsadó testület
- Prof. dr. Zsolnai László
- Prof. dr. Pálné Kovács Ilona
- Prof. dr. Tulassay Tivadar
- Prof. dr. Ürge-Vorsatz Diana
- Dr. Varga Imre Kapisztrán
- Dr. Várszegi Asztrik
- Dr. Székely János

## Tudományos háttér, indexálás
A Máltai Tanulmányok a szerkesztőbizottság által meghatározott szakmai és etikai irányelvek alapján működik, ezen irányelvek teljes összhangban állnak a Publikációs Etikai Bizottság (Committee on Publication Ethics – COPE) irányelveivel, valamint a Magyar Tudományos Akadémia  Tudományetikai Kódexével. A folyóirat megtalálható a CIEPS-ben (The International Centre for the registration of serial publications), a Magyar Tudományos Művek Tárában, a MATARKA-ban, vagy az Országos Széchényi Könyvtár Elektronikus Periodika Archívum és Adatbázis ában.
A Máltai Tanulmányok a Magyar Tudományos Akadémia II. Filozófiai és Történettudományok Osztálya által indexált, az Osztály folyóiratlistáján szereplő tudományos folyóirat.
Az MTA IX. Gazdaság- és Jogtudományok Osztálya által a folyóirat a következő besorolású:
- Állam- és Jogtudományi Bizottság: D kategória
- Politikatudományi Bizottság: C kategória
- Regionális Tudományok Bizottsága: C kategória
- Szociológiai Tudományos Bizottság: D kategória

## Repertórium

### 2019
- 2019/1-2  Rendtörténet és hitvédelem
- 2019/3-4 A szegénység arcai

### 2020
- 2020/1 Környezetvédelem és klímaváltozás
- 2020/2 Migráció és elvándorlás
- 2020/3-4 Társadalmi vállalkozások, társadalmi jövő

### 2021
- 2021/1 Fogyatékosság és spiritualitás
- 2021/2 Jót s Jól! Szakpolitikák és közpolitikák napjainkban
- 2021/3 Ferenc Pápa és egyháza
- 2021/4 A Közel-Kelet tegnap és holnap

### 2022
- 2022/1 Pedagógia és nevelés – Az alapfokú és középfokú oktatás szerepéről
- 2022/2 Együtt és mégis külön – A cigányság a mai magyar társadalomban
- 2022/3 Pax vobiscum! A béke és békességszerzés lehetőségéről
- 2022/4 Demencia a szociális ellátórendszerben – Tanulmányok az idősödéstudomány területéről

### 2023
- 2023/1 Szenvedélyhez láncolva – Tanulmányok függőségről és szenvedélybetegségről
- 2023/2 Felzárkózó települések – A fenntartható öngondoskodás lehetőségéről
- 2023/3 Társadalom, bizalom, összefogás – Egymás terhét hordozva
- 2023/4 Egyén, bizalom, összefogás – „Noverim Te, Noverim Me”

### 2024
- 2024/1 Ház, lakás, otthon - Lakhatási kihívások a mindennapokban

- 2024/2 A nemzetközi fejlesztés napjainkban - Segélyezés és együttműködés a Globális Dél országaiban
- 2024/3 Krízisben és traumában – A mentális jóllét fontossága a válságok idején
- 2024/4 Technológia a társadalom szolgálatában – Lehetőségek és dilemmák az információtechnológia korszakában

### 2025
- 2025/1 Kooperációs erő a társadalomban – Szervezetek a közösség szolgálatában
- 2025/2 Mentális egészség – Generációs kihívások – Széman Zsuzsa emlékére

## Rovatok

### Alapgondolat
Vezércikk, a lapszám felvezető tanulmánya

### Itthon
Az adott téma honi vonatkozását körüljáró tanulmányok

### Kitekintő
Az adott téma feldolgozása nemzetközi perspektívából

### Messzelátó
Recenzió a lapszámhoz kapcsolódó szakterület egy meghatározó alapművéről

### Nagyító
Recenzió egy friss kiadású releváns szakkönyvről

### Terepen
A tematikus számhoz kapcsolódó tapasztalatok, esettanulmányok

### Utóhang
Reflexiók, az aktuális számhoz kapcsolódó írások - csak online

## Kapcsolódó tartalmak
A Máltai Tanulmányok legfrissebb kiadványát minden negyedévben egy, a nagyközönség számára is nyitott kerekasztal-beszélgetésen mutatják be, ahol a folyóirat szerzőivel az adott szám témájáról cserélnek véleményt. Az interdiszciplináris diskurzus rövidített formában is felkerül honlapra, csakúgy, mint a szakterületek egy-egy képviselőjével készített interjúk.
A kerekasztal-beszélgetések és interjúk audio formátumban a jelentősebb podcast-csatornákon - Apple podcast, Google Podcast, Soundcloud, Spotify, Podpad és egyéb szolgáltatók felületein - meghallgathatóak.

## Egyéb információk
- Megjelenési gyakoriság: évente négy lapszám
- Bírálati rendszer: double-blind peer review
- Hozzáférés: nyílt (Open Access)
- Publikációs díj (APC): nincs
- DOI: 10.56699/MT.2023.4.1